# Leucopogon mollis
Leucopogon mollis är en ljungväxtart som beskrevs av Ernst Georg Pritzel. Leucopogon mollis ingår i släktet Leucopogon och familjen ljungväxter. Inga underarter finns listade i Catalogue of Life.